# Quiero verte más
«Quiero verte más» es el primer sencillo del segundo álbum Buen soldado de la cantante y compositora pop chilena Francisca Valenzuela, La canción fue lanzada el 28 de diciembre de 2010 en formato de descarga digital en Estados Unidos y México y lanzada en Chile el 4 de enero de 2011.

## Lanzamiento
El sencillo fue presentado en vivo por Valenzuela en varias ocasiones durante el 2010 en sus conciertos por Chile, pero la canción no fue presentada como sencillo oficial sino hasta la fecha de lanzamiento digital el 28 de diciembre de 2010 vía iTunes y Amazon en Norteamérica. Para Chile, la canción debutó en radios el 4 de enero de 2011, estrenándose en la radio Rock & Pop. El día 6 de enero, Valenzuela hizo una aparición en el programa de TVN, Animal nocturno, en donde presentó el sencillo en vivo, junto a sus otros éxitos "Peces" y "Afortunada".

## Letra y proceso de grabación
El tema es una canción pop relajada con un beat bailable, contiene instrumentos reconocibles, como pianos, guitarras, bajos y baterías. "Quiero verte más" fue escrita enteramente por Valenzuela a finales de 2009 y lleva la trama de "El Deseo" y marca la transición a esta nueva era que incluye ritmos más bailables y mayor variedad de sonidos. El proceso de preproducción fue realizado en Berlín, Alemania, con el productor y DJ Vicente Sanfuentes y el canadiense Mocky, quien ha trabajado previamente con Jamie Lidell, Jane Birkin, Peaches y Nikka Costa. La grabación se llevó a cabo junto al resto del álbum Buen soldado en la ciudad de Santiago de Chile en los estudios de grabación Atomic.

## Créditos

### Personal
- Francisca Valenzuela – voz, piano, guitarra acústica, pandero y glockenspiel.
- Mocky – bajo, batería y marimba.
- Vicente Sanfuentes – percusiones.

### Grabación
- Vicente Sanfuentes: coproductor, arreglos y mezcla.
- Mocky: coproductor y arreglos.
- Francisca Valenzuela: coproductor y arreglos.
- Gonzalo "Chalo" González: grabación (Estudios Atómica), mezcla y masterización (Estudios Triana)
- Ignacio Soto Kallens: ingeniero asistente de grabación.
- Vicente Ríos: asistente de grabación.

## Video musical
El video musical fue filmado en la ciudad de Santiago durante la segunda semana de enero de 2011, y se puede ver a Francisca bailando y cantando en el último piso de un edificio (la Torre Entel) con una vista panorámica de la ciudad a contra luz con el sol de un atardecer.
- Dirección: Daniel Molina
- Codirección: Cristián Valenzuela
- Director de fotografía: Nano Santa María
- Guion/idea original: Cristián Valenzuela y Francisca Valenzuela
- Producción: Bernardita Méndez, Fernanda Arau y Francisca Valenzuela
- Pelo y maquillaje: Francisca Valenzuela
- Montaje: Daniel Molina, Cristián Valenzuela y Francisca Valenzuela

## Formato y lista de canciones
Sencillo Digital Feria Music B004HP8TI4
Lanzamiento: 1 de enero de 2011
| Descarga digital |                    |                |       |
| 1                | "Quiero verte más" | Single Version | 04:10 |

## Posicionamientos
La canción, a una semana del lanzamiento, debuta en la mayoría de las clasificaciones chilenas. 
En el Chile Tracks - Top 100 ingresó en la semana 1 a la clasificación en el lugar #74, y llegó a su máxima posición en la semana 4 en el número #22.

En la clasificación Chile Top 40 se mantiene por 25 semanas, llegando a la posición #7.

En la clasificación "30 Chilenos" de Radio Cooperativa la canción se estrena junto a la clasificación en la posición #14 la semana del 28 de febrero, logrando como cúspide la posición #4 durante la semana del 28 de marzo.

Finalmente, en el Chile - Top 100 logra quedar en la posición #17 en la semana del 9 de abril.

| Chart (2011)  | Mejor posición |
| ------------- | -------------- |
| Chile Top 100 | 17             |

## En la cultura popular
- Banda sonora de la película chilena Joven y Alocada de 2012.
- Aparece en el capítulo "El desayuno" de la telenovela argentina Guapas de 2014.